# Samsø Ladies Open
Het Samsø Ladies Open was een eenmalig golftoernooi in Denemarken, dat deel uitmaakte van de Ladies European Tour Access Series. Het werd opgericht in 2012 en vond plaats op de Samsø Golfklub in Samsø.
Het toernooi werd gespeeld in een strokeplay-formule van drie ronden (54-holes) en na de tweede ronde werd de cut toegepast.

## Winnares
| Jaar | Winnares            | Score | Score | Info                                    |
| ---- | ------------------- | ----- | ----- | --------------------------------------- |
| 2012 | Antonella Cvitan po | 213   | –3    | Won de play-off van Nicole Broch Larsen |

| po = winnares na play-off |